# Манзини
Манзи́ни (свати Manzini) — город в центральной части Эсватини, крупнейший город страны. Является также главным промышленным центром Свазиленда. Население — 78 000 (2008), в основном представители народа свази. Город является столицей округа Манзини.
Город был британско-бурской колониальной штаб-квартирой до 1890 года, но был разрушен в 1902 году в результате англо-бурской войны, когда административный центр был переведён в Мбабане. До 1960 года город имел название Бремерсдорп. Аэропорт Матшапа находится недалеко от города.

## Достопримечательности
Практически весь город состоит из офисов и других объектов. В Манзини, как и в Мбабане, немало местных рынков, самые большие из которых расположены на углу Мхлакуване и Манчишане. На большинстве рынков Манзини торгуют фруктами и овощами, различной домашней утварью и традиционными средствами для лечения, а также ремесленными изделиями ручной работы, известной в Свазиленде. Список товаров обширен, но самые важные из них — традиционные гончарные изделия и деревянные элементы ручной резьбы, бусы и изделия из бисера, батик и традиционная одежда, кожаные изделия и корзины. Также можно приобрести популярные Ludzino — чёрные глиняные горшки, часто используемые для хранения воды или пива.
К северу от рынков, на улице Нгване находится Бхуни — один из новейших городских молов. К югу от рынка находится Hub — супермаркет с несколькими ресторанами. Но самая большая достопримечательность города — настоящая католическая миссия — каменное здание, расположенное напротив нового кафедрального собора на Сандлайн стрит.
В Манзини находится музыкальная школа Nazarene High School, которая имеет успешную хоровую группу.

## Города-Побратимы
- Рамалес-де-ла-Виктория, Кантабрия, Испания
- Китли, Уэст-Йоркшир, Великобритания